# Epicauta cavernosa
Epicauta cavernosa là một loài bọ cánh cứng trong họ Meloidae. Loài này được Courbon miêu tả khoa học năm 1855.